# Рассадін Станіслав Борисович
Станіслав Борисович Рассадін (4 березня 1935, Москва — 20 березня 2012, там само) — літературний критик і літературознавець. Автор літературознавчих і літературно-аналітичних статей і книг. Належав до плеяди «шістдесятників» (громадський рух, що з'явився в роки хрущовської «відлиги»). Вважається, що термін «шістдесятники» ввів саме він:

«Шістдесятники». Статтю з такою назвою критик Станіслав Рассадін надрукував у 1960 р. в журналі «Юность». Слово прижилось, увійшло в обіг.

## Біографія
Закінчив філологічний факультет МДУ імені М. В. Ломоносова (1958). У студентські роки публікував пародійні вірші у співавторстві з Євгеном Мартюхіним (псевдонім «Брати Рассартюхіни»).
Працював у видавництві «Молода гвардія» (1958—1959), «ЛГ» (1959—1961), журналі «Юність» (1961—1963). Крім цього, публікував літературознавчі статті в різних ЗМІ: Октябрь, Известия, Новая газета, Огонёк, Век, Слово/Slovo США (двомовний (російська з перекладом англійською), Знамя, Дружба народов, Вопросы литературы,Арион, Новий мир, Литературное обозрение, Вёрсты, Континент, Апрель та інших.
У 1970-х роках разом з Б.Сарновим був автором популярних дитячих літературознавчих радіопередач «В стране литературных героев». Головними дійовими особами були школяр Гена і професор Дмитро Архипович, який відкриває шлях юним слухачам у несподівану країну, «країну» художньої літератури і ожилих художніх персонажів. Пізніше сценарії радіопередачі були видані окремими книжками.
У період «перебудови» постійно виступав з гострими полемічними статтями в «Огоньку», «Літературній газеті» і «товстих» журналах.
У 2007 році Станіслав Рассадін був відзначений премією Союзу журналістів Росії «Золоте перо Росії».

## Основні роботи
- Николай Носов. Критико-биографический очерк. — М.: Детгиз, 1961.
- О стихах последних лет. — М.: Знание, 1961.
- Разговор с читателем. — Красноярск, 1962. — 128 с.
- Обыкновенное чудо. Книга о сказках для театра. — М.: Детская литература, 1964.
- Книга про читателя. — М.: Искусство, 1965.
- Липовые аллеи. Сборник литературных пародий. В соавторстве с Л. Лазарєвим[ru] и Б. Сарновым. — М.: Советская Россия, 1966.
- Так начинают жить стихом. Книга о поэзии для детей. — М.: Детская литература, 1967.
- Ярослав Смєляков. — М.: Художественная литература, 1971.
- Кайсын Кулиев. — М.: Художественная литература, 1974.
- Цена гармонии. — Ереван: Советакан грох, 1976. — 256 с.
- Драматург Пушкин. Поэтика, идеи, эволюция. — М.: Искусство, 1977. — 360 с.
- Рассказы о литературе. — М.: Детская литература, 1977 (в соавт. с Б. Сарновым).
- В стране литературных героев. — М.: Искусство, 1979 (в соавт. с Б. Сарновым).
- Фонвизин. — М.: Искусство, 1980. — 288 с.
- Круг зрения. — М.: Детская литература, 1982.
- Спутники. — М.: Советский писатель, 1983.
- Испытание зрелищем. Поэзия и телевидение. — М.: Искусство, 1984.
- Сатиры смелый властелин. — М.: Книга, 1985. — 268 с.
- Никогда никого не забуду. Повесть об Иване Горбачевском. — М.: Политиздат, 1987. — 352 с.
- Расплюев и другие. — М.: Правда, 1988. — 48 с.
- Предположения о поэзии. — М.: Советский писатель, 1988.
- Гений и злодейство, или Дело Сухово-Кобылина. — М.: Книга, 1989—352 с.
- С согласия автора. Об экранизации отечественной классики. — М.: Киноцентр, 1989. — 128 с.
- Новые приключения в стране литературных героев. — М.: Искусство, 1989.
- После потопа. — М.: Правда, 1990.
- Я выбираю свободу (Александр Галич). — М.: Знание, 1990.
- История актера моего поколения. Михаил Козаков. — М.: Киноцентр, 1993 — 95 с.
- Очень простой Мандельштам. — М.: Книжный сад, 1994. — 152 с.
- Русские, или Из дворян в интеллигенты. — М.: Книжный сад, 1995. — 416 с.
- Русская литература: От Фонвизина до Бродского. — М.: Слово/Slovo, 2001. — 288 с.
- Самоубийцы. Повесть о том, как мы жили и что читали. — М.: Текст[ru], 2002. — 480 с.
- Книга прощаний. Воспоминания. — М.: Текст, 2004.
- Невольник чести, или Драматург Пушкин. — СПб., 2006.
- Советская литература. Побежденные победители. — М.: Новая газета, Инапресс, 2006.
- Дневник стародума. — М.: Новая газета, 2008.
- Голос из арьергарда. Портреты. Полемика. Предпочтения. Постсоцреализм. — М.: Время, 2007. — 384 c. — ISBN 978-5-9691-0203-3.
- Умри, Денис[ru], или Неугодный собеседник императрицы (История жизни и творчества Дениса Ивановича Фонвизина). — М.: Текст, 2008.